# Stalybridge
Stalybridge [steɪ'li'brɪdʒ] est une ville qui fait partie du district métropolitain de Tameside dans le comté de Grand Manchester, dans le nord-ouest de l'Angleterre.

## Géographie
Stalybridge est situé dans le contrefort des Pennines.

## Histoire
Stalybridge est l'un des berceaux de la révolution industrielle. Au milieu du XVIIIe siècle, Stalybridge a eu une population de juste 140 habitants. L'agriculture et le filage de la laine étaient alors la principale source de subsistance. En 1776, le premier petit moulin à eau de la ville pour le cardage et le filage du coton a été construit à Rassbottom. En 1789, le premier moulin à filer de la ville utilisant le principe de water-trame d'Arkwright fut construit. En 1793, la puissance de la vapeur est introduite dans l'usine à coton de Stalybridge ; puis en 1803, il y eut jusqu'à 8 moulins à coton contenant 76 000 fuseaux.

## Culture

### Musique
Stalybridge a une tradition musicale établie. Le tout premier brass band fut formé à Stalybridge en 1809 et existe toujours. Le groupe a échappé au massacre de Peterloo de 1819. Stalybridge est couru avec le Punk Rock aussi.

### Jumelages
- Armentières (France) depuis 1955

## Personnalité
- William Patrick Auld (1840-1912), explorateur, y est né.